# Santo Calegari l'Aîné
Pour les articles homonymes, voir Calegari, Caligari, Callegari et Santo Calegari.
Santo Calegari, dit l'Aîné, né à Brescia en 1662 et mort dans la même ville en 1717, est un sculpteur baroque italien, progéniteur d'une prééminente famille de sculpteurs brescians actifs de la seconde moitié du XVIIe siècle au début du XIXe siècle.

## Biographie
Santo Calegari naît en 1662, et selon la tradition locale, aurait été disciple de l'école d'Alessandro Algardi. Certaines sources affirment même qu'il était disciple direct d'Algardi, ce qui aurait été impossible, Algardi étant mort en 1654. Son style montre qu'il a bel et bien reçu une formation en arts classiques, mais son maître réel est inconnu. Il aurait voyagé à Rome pour façonner son style, voyage qui n'est attesté par aucune source, mais dont son style artistique en témoigne. Ses premières sculptures connues sont datées des années 1690. Il meurt à Brescia en 1717.
Il a deux fils, Antonio et Alessandro, tous deux devenus sculpteurs.

## Œuvres
Sur l'ensemble, l'œuvre de Santo Calegari ne se démarque pas particulièrement de celles des autres sculpteurs de son époque, mais il comprend l'usage décoratif de la sculpture, comme le démontrent ses sculptures de façades, dont celles à l'église des Saints-Faustin-et-Jovite de Brescia (en).
Peu de son œuvre a subsisté, principalement de par la destruction de nombreux palais et églises à Brescia. La majorité de ses sculptures subsistantes ne sont pas datées, mais ses statues des saints Roch et Sébastien dans l'église de San Pietro Apostolo de Trescore Balneario (it) sont datées des années 1690. Ses statues de Mars et Pallas sur la corniche du Palazzo Martinengo Palatini (it) à Brescia sont quant à elles datées de 1715.